# Argyrops
Argyrops – rodzaj morskich ryb z rodziny prażmowatych (Sparidae).

## Zasięg występowania
Zachodni Ocean Atlantycki.

## Klasyfikacja
Gatunki zaliczane do tego rodzaju:
- Argyrops bleekeri
- Argyrops filamentosus
- Argyrops megalommatus
- Argyrops spinifer – argyr kolczasty[3]